# Erik Sandin

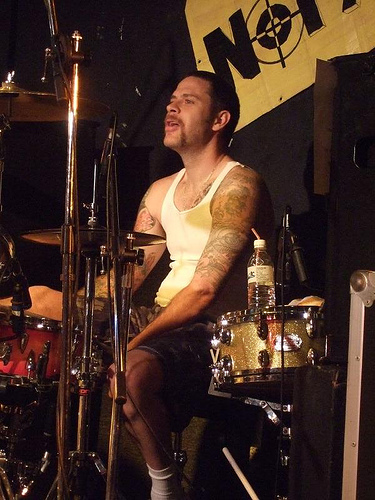
EriK Sandin

Erik "Smelly" Sandin (* 29. Juli 1966) ist der Schlagzeuger der US-amerikanischen Punkrockband NOFX.

## Werdegang
Als Erik Sandin acht Jahre alt war, erhielt er ein Jahr Gitarren-Unterricht, konnte auf diesem Instrument jedoch keine nennenswerten Fähigkeiten entwickeln. Über die wohlsortierte Plattensammlung seines Vaters, ein alter Fan von Jazz, Blues und Rock ’n’ Roll, entdeckte Erik Sandin sein Faible für die Schallplatten Ummagumma von Pink Floyd und Tommy von The Who. Seine Vorliebe für Punk-Rock begann jedoch, als Sandin im Alter von 13 Jahren auf einem Trödelmarkt das 1977 erschienene Album Young, Loud & Snotty von den Dead Boys als Musikkassette klaute. Mit Sommerferienjobs wie dem Austragen von Zeitungen, dem Fegen mit einem Besen in einer Holzverarbeitungsfabrik, als Pförtner und Fließbandarbeiter zum Zusammensetzen von Vitaminflaschen sowie dem Handel mit Drogen finanzierte sich Erik Sandin sein erstes gebrauchtes Schlagzeug im Wert von 200 Dollar. In der heimischen Waschküche übte Sandin fortan auf dem Schlagzeug, indem er die Rhythmen der Rock- und Popsongs nachspielte, die im damals neuen Musikfernsehsender MTV liefen. Da Erik Sandin zunächst keine Beckenständer besaß, spannte er in der Waschküche zwischen Boden und Decke mehrere Seile, an denen er seine Crash- und Hi-Hat-Becken mittig an Knoten befestigte. Wenn Erik Sandin mit den Trommelstöcken gegen die Becken schlug, flogen sie vor und zurück, so dass er während des Spiels den Becken ständig ausweichen musste.
Bevor er 1983 zusammen mit Mike Burkett und Eric Melvin NOFX mitbegründete, spielte er bei der Band Caustic Cause. In dieser Band waren alle anderen Mitglieder deutlich älter als Eric Sandin, der durch die Erfahrung seiner Bandkollegen bei Caustic Cause seine Fertigkeiten am Schlagzeug verbessern konnte. Er verließ NOFX 1985, als er nach Santa Barbara zog. Ursache für seinen vorübergehenden Ausstieg aus der Punk-Band war der Umstand, dass Erik Sandin mit seinen Eltern verreisen wollte, während zeitgleich die zweite selbst organisierte Tournee von NOFX geplant war, weshalb sich Sandin entschied, nicht mit auf Tournee zu gehen, obwohl hinterher sein angedachter Familienurlaub gar nicht stattfand. Darüber hinaus entbrannte ein interner Streit über die erste EP-Veröffentlichung von NOFX, auf deren Rückseite er zwar namentlich genannt wurde, jedoch nicht auf den gemeinsamen Bandfotos auf dem Backcover zu sehen war, sondern ein temporärer Ersatzschlagzeuger namens Scott. 1986 trat er der Band wieder bei und ist seitdem auf jedem Album und jeder EP zu hören. Nachdem Erik Sandin wieder Mitglied von NOFX geworden war, zogen Gitarrist Eric Melvin und dessen Freundin Iris zu ihm nach Santa Barbara, wo sie sich zusammen mit Freunden ein Haus mit Werkstatt mieteten und darin als alternative Wohngemeinschaft lebten. Fortan war dieses Gebäude in der Punk-Szene als NOFX-Haus bekannt.
Sein Spitzname Smelly rührt von drogenbedingten Flatulenzen her, mit denen Sandin die Tournee-Fahrten im ersten gebrauchten Van von NOFX schwer erträglich machte, vereinzelt verwendet er auf Platten aber auch Pseudonyme wie Erik Ghint oder Herb Reath Stinks (Her Breath Stinks, ihr Atem stinkt). Von 1986 bis 1992 war Sandin schwer alkohol- und vor allem heroinabhängig und öfters de facto obdachlos. Über einen längeren Zeitraum hatte Erik Sandin versucht, seine Heroin-Sucht vor den anderen Bandmitgliedern zu verheimlichen. Aufgrund dieser Probleme wurde ihm 1992 von der Band ein Ultimatum gestellt, weswegen er seit einem daraufhin erfolgreichen Entzug anders als seine restlichen Bandkollegen – insbesondere Fat Mike – einen abstinenten Lebensstil pflegt. Als junger Mann war Sandin Mitglied der Straßengang Dog Patch Winos, die sich hauptsächlich aus obdachlosen Alkoholikern zusammensetzte und deren Mitglieder uniforme blaue Jeans-Jacken mit der US-Flagge auf dem Rücken trugen.
Die NOFX-Songs The Moron Brothers (auf Ribbed, 1991) und Six Years On Dope (auf First Ditch Effort, 2016) behandeln Sandins Zeit als Drogenabhängiger. "Moron Brothers" (dt. sinngemäß: Trottelbrüder) war der Spitzname für Sandin und den damaligen NOFX-Roadie DJ, da sie auf Aftershowpartys stark alkoholisiert für Chaos und Verwüstung berüchtigt waren, Six Years On Dope – obwohl nicht von ihm gesungen – beschreibt aus der Ich-Perspektive Sandins von Drogensucht geprägte Lebensjahre. An manchen Abenden spritzte sich Erik Sandin nacheinander 200 Dosen verflüssigtes Kokain, um immer wieder dieses berauschende Hochgefühl zu spüren, das meistens nur wenige Sekunden andauerte und auf das oft schwere Nebenwirkungen folgten wie Panikattacken oder angegriffene Venen in den Armen, aus denen Blut floss. Mittlerweile als geheilter Ex-Junkie, der seine extrem ausgeartete Sucht überwinden konnte, bereitet ihm allein schon der Geruch von Heroin eine starke Übelkeit. In der offiziellen Autobiographie Die Hepatitis-Badewanne und andere Storys der Punk-Rock-Band NOFX, die 2017 in deutscher Übersetzung erschien, erklärt Erik Sandin in Kapitel 41 ausführlich in sechs Lektionen, wie man als Heroinkonsument in jeder Stadt einen Drogenumschlagplatz findet, wie man Heroin transportiert, etwa in kleinen Ballons im Mund, wie man sich bei einer Überdosis verhält, wie sich ein Cold Turkey mit Schweißausbrüchen, Muskelkrämpfen, Zittern und Schlaflosigkeit anfühlt und wie man schließlich körperlich und seelisch an diesem gefährlichen Stoff zugrunde geht. Ihren Drogenkonsum finanzierten sich Sandin und Roadie DJ, der von Sandin seine erste Dosis Heroin gespritzt bekam, durch den gemeinschaftlichen Diebstahl und Weiterverkauf teurer Kunstbücher aus örtlichen Buchhandlungen. Auf den Spitznamen und Songtitel The Moron Brothers war Gitarrist Eric Melvin durch den Spielfilm Splash – Eine Jungfrau am Haken von 1984 gekommen, in dem bei einem Filmdialog zwischen den beiden Schauspielern Tom Hanks und Eugene Levy der Begriff moron twins fällt, in Bezug auf zwei unfähige Assistenten. Jede einzelne Zeile in dem authentischen Song The Moron Brothers dokumentiere lyrisch tatsächlich erlebte Ereignisse mit dem Chaos stiftenden Zweigespann Erik "Smelly" Sandin und Bühnenarbeiter DJ. Zum Beispiel bezieht sich die Songzeile „Their company is something you won't miss when your ice trays are filled with piss“ darauf, dass sich Sandin und DJ auf Hauspartys in fremden Wohnungen gelegentlich den üblen pubertären Scherz erlaubten, in leere Eiswürfelbehälter zu urinieren und diese zurück ins Gefrierfach zu legen. Während einer anderen Party wickelte das Duo die Beine eines betrunkenen Gastes in feuchte Gipsbänder ein, in der Absicht, die Beine des Mannes dadurch unbeweglich zu machen, was jedoch scheiterte, da die betreffende Person vor dem Trocknen und Aushärten des Gipses irritiert aufwachte. Auf diesen Streich bezieht sich die Songzeile „Just try to move your leg they've put you in a cast“.
Die Band Dogpiss widmete Erik Sandin ein Lied namens Erik Sandin's Stand In (dt.: Erik Sandins Vertretung bzw. Aushilfe) auf dem Fat-Wreck-Chords-Compilation-Album Short Music for Short People.
Anfang der 1990er war er mit Jennifer Finch liiert, der Bassistin von L7, und mit Rockmusikerin Courtney Love befreundet, die zeitweilig im selben Wohnhaus in Hollywood wie Erik Sandin lebte und ihn erfolglos für ihre damals neu formierte Band Hole rekrutieren wollte. Sandin erteilte ihr eine Absage wegen ihrer damals noch mangelhaften Fähigkeiten als Musikerin. Courtney Love bezeichnete Sandin gleichzeitig als "den schlimmsten Junkie, den sie je gesehen hat". Dabei bezog sich Love auf den Umstand, dass sich Sandin täglich mehrmals übergeben musste, verursacht durch den massiven Drogenmissbrauch, nicht etwa auf die Menge von Heroin, die er konsumierte. Während der Europa-Tournee 1992, um die EP The Longest Line zu promoten, suchte Erik Sandin eines Morgens das Milieu rund um den Hauptbahnhof in Frankfurt am Main auf, um sich dort Heroin zu beschaffen. Dabei traf er auf zwei zwielichtige Türken, die ihm gegen Bezahlung einen Beutel mit weißem Pulver aushändigten. In einer U-Bahnstation in Frankfurt versuchten anschließend einige Obdachlose, ihn auszurauben, Erik Sandin konnte allerdings flüchten. Zurück im Hotel stellte Sandin fest, dass ihm die beiden türkischen Dealer kein Heroin, sondern gewöhnliches Backpulver angedreht hatten. Um diesen missglückten Drogenkauf zu finanzieren, hatte er zuvor ohne Absprache mit seinen Bandkollegen 40 Dollar aus der Bandkasse entwendet. 1999 erhielt Erik Sandin die Diagnose Hepatitis C, jedoch befindet sich die Infektionskrankheit in Remission. Da er in den Jahren davor zeitweise in einer unhygienischen Wohngemeinschaft mit mehreren hepatitiskranken Drogensüchtigen gelebt hatte, ist davon auszugehen, dass sich Sandin dort mit dem Hepatitis-C-Virus angesteckt hat. In dieser Drogen-WG funktionierte die Toilette nicht, weshalb die Drogenabhängigen in die Badewanne urinierten, ihren Darm erleichterten und anschließend ihre Exkremente mit Wasser in den Abfluss schwenkten. Von dieser Geschichte leitet sich auch der Titel der 2017 auf Deutsch publizierten NOFX-Autobiographie Die Hepatitis-Badewanne und andere Storys ab. Hinzukommend verwendete Sandin beim Spritzen von Heroin häufig bereits benutzte und verunreinigte Nadeln. Direkt nach Abschluss der Aufnahmen zum Album White Trash, Two Heebs and a Bean, das 1992 erschien, machte Sandin eine zweimonatige Drogentherapie in der Entzugsklinik The Ranch in der Stadt Desert Hot Springs, mitten in einer wüstenhaften Einöde fernab der Zivilisation, um nicht in Versuchung zu geraten, sich irgendwo Drogen beschaffen zu können. Den Therapieplatz dort bekam Sandin durch Buddy Arnold vermittelt, ein Jazzsaxofonist, der früher selbst an der Nadel hing und das soziale Hilfsprogramm Musician's Assistance Programm (MAP) ins Leben gerufen hatte. Zu Beginn des Entzugs besaß Sandin ein Körpergewicht von mageren 57 Kilogramm, was er im Laufe der zwei heilsamen Monate auf 75 Kilogramm steigern konnte, bei einer Körpergröße von 1,86 Meter. Während des harten Aufenthalts in der Klinik The Ranch schaffte es Sandin, zu entgiften und seine Heroin-Sucht zu überwinden. In der NOFX-Autobiographie Die Hepatitis-Badewanne und andere Storys ist ein ganzseitiges schwarzweißes Foto abgedruckt, auf dem sich Erik Sandin eine Heroin-Spritze in den abgebundenen linken Arm sticht. Entstanden war dieses Foto vor seinem endgültigen Entzug und ursprünglich im Rahmen einer Reportage über das Thema Heroin in der Musikindustrie im amerikanischen Musikmagazin Rolling Stone veröffentlicht worden, in der Ausgabe vom 17. September 1992, als sich der NOFX-Drummer in der Entzugsklinik befand. Für die Inszenierung dieser Fotografie hatte Sandin 350 Dollar von dem Fotografen erhalten, damit er sich davon Heroin kauft und sich vor der Kameralinse authentisch einen Schuss setzt. Sandin zog in Erwägung, den Rolling Stone juristisch zu verklagen, da man auf dem Foto sein Gesicht erkennen kann, hielt sich aber zurück.
Seit seiner Kindheit ist Erik Sandin ein großer Liebhaber von Motorrädern. Deshalb produzierte er zusammen mit Jordan Burns, dem ehemaligen Schlagzeuger der Punk-Rock-Band Strung Out, und dessen Freund Kurt Haller mehrere Motocross-Videofilme mit dem Titel Moto XXX, um die zeitgenössische Freestyle-Motocross-Szene mit ihren Stunts und Kunststücken zu dokumentieren, musikalisch unterlegt mit Punk-Rock-Songs. Anschließend gründete Sandin mit seinen Mitstreitern ein eigenes Motocross-Team, das ebenfalls den Namen Moto XXX trug. Zu diesem Team gehörte der Motorrad-Fahrer Brian Deegan, der 1997 den ersten Platz beim Wettrennen AMA Supercross Championship gewann. 2008 löste sich das Rennteam Moto XXX nach 14 aktiven Jahren aufgrund der damaligen Wirtschaftskrise auf.
Von 2000 bis 2010 war er mit einer Frau verheiratet, deren Tante drogensüchtig war, außerdem besaß die Tante eine sozial vernachlässigte Tochter namens Joey. Als das Jugendamt der Tante das Mädchen wegen Kindeswohlgefährdung entzog, nahmen Erik Sandin und seine damalige Ehefrau das Mädchen als Adoptivtochter bei sich auf. Zurzeit lebt Erik Sandin in Los Angeles.